# Scopula syrilibanotica
Scopula syrilibanotica là một loài bướm đêm trong họ Geometridae.